# Irish Cup 2012-2013
La Irish Cup 2012-2013 (detta anche JJB Sports Irish Cup per motivi di sponsorizzazione) è stata la 133ª edizione del torneo. La competizione è iniziata il 16 agosto 2012 ed è terminata il 4 maggio 2013.

## Quarti di finale
| 2 marzo 2013 |       |                    |
| Cliftonville | 2 – 0 | Kilmore Rectory    |
| Coleraine    | 0 – 3 | Portadown          |
| Crusaders    | 1 – 1 | Lisburn Distillery |
| Knockbreda   | 1 – 3 | Glentoran          |

### Replay
| 12 marzo 2013      |                   |           |
| Lisburn Distillery | 1 – 1 (3 - 4 dcr) | Crusaders |

## Semifinali
| 6 aprile 2013 |       |              |
| Portadown     | 0 - 1 | Glentoran    |
| Crusaders     | 0 - 2 | Cliftonville |

## Finale
| 4 maggio 2013 |             |           |
| Cliftonville  | 1 - 3 (dts) | Glentoran |